# Тібор Кемень
Тібор Кемень (угор. Kemény Tibor, 5 березня 1913, Будапешт — 25 вересня 1992, Будапешт) — угорський футболіст, що грав на позиції лівого нападника. По завершенні ігрової кар'єри — тренер.
Виступав, зокрема, за клуб «Ференцварош», а також національну збірну Угорщини. Дворазовий чемпіон Угорщини і володар кубка Мітропи.
Чемпіон Греції (як тренер). Володар Кубка Греції (як тренер). Володар Кубка Мітропи (як тренер).

## Клубна кар'єра
Народився 5 березня 1913 року в місті Будапешт. Вихованець футбольної школи клубу «Ференцварош». Дорослу футбольну кар'єру розпочав 1933 року в основній команді того ж клубу, в якій провів шість сезонів, взявши участь у 100 матчах чемпіонату. У складі «Ференцвароша» був одним з головних бомбардирів команди, маючи середню результативність на рівні 0,44 голу за гру першості. Загалом у складі клубу зіграв з врахуванням товариських 204 матчі і забив 99 голів. Зіграв 29 матчів і забив 8 голів у кубку Мітропи.
Протягом Другої світової війни також грав за команду «Гамма».

## Виступи за збірну
У 1933 році дебютував в офіційних матчах у складі національної збірної Угорщини.
У складі збірної був учасником чемпіонату світу 1934 року в Італії.

## Кар'єра тренера
Розпочав тренерську кар'єру невдовзі по завершенні кар'єри гравця, 1949 року, очоливши тренерський штаб клубу «Уйпешт».
У 1955 році став головним тренером команди МТК (Будапешт), тренував клуб з Будапешта один рік.
Протягом тренерської кар'єри також очолював команду клубу «Дорогі Баніас».
Останнім місцем тренерської роботи був клуб «Олімпіакос», головним тренером команди якого Тібор Кемень був з 1957 по 1958 рік.
Помер 25 вересня 1992 року на 80-му році життя у місті Будапешт.
| Дата       | Місто    | Господарі      | Результат | Гості          | Турнір                             | Голи | Примітки |
| ---------- | -------- | -------------- | --------- | -------------- | ---------------------------------- | ---- | -------- |
| 01/10/1933 | Відень   | Австрія        | 2 – 2     | Угорщина       | товариський матч                   | -    |          |
| 22/10/1933 | Будапешт | Угорщина       | 0 – 1     | Італія         | Кубок Центральної Європи 1933—1935 | -    |          |
| 15/04/1934 | Відень   | Австрія        | 5 – 2     | Угорщина       | товариський матч                   | -    |          |
| 29/04/1934 | Прага    | Чехословаччина | 2 – 2     | Угорщина       | Кубок Центральної Європи 1933—1935 | -    |          |
| 10/05/1934 | Будапешт | Угорщина       | 2 – 1     | Англія         | товариський матч                   | -    |          |
| 31/05/1934 | Болонья  | Австрія        | 2 – 1     | Угорщина       | ЧС 1934 - чвертьфінал              | -    |          |
| 03/05/1936 | Будапешт | Угорщина       | 3 – 3     | Ірландія       | товариський матч                   | -    |          |
| 19/09/1937 | Будапешт | Угорщина       | 8 – 3     | Чехословаччина | Кубок Центральної Європи 1936—1938 | -    |          |
| 10/10/1937 | Відень   | Австрія        | 1 – 2     | Угорщина       | Кубок Центральної Європи 1936—1938 | -    |          |
| Усього     |          | Матчів         | 9         |                | Голів                              | 0    |          |

## Титули і досягнення

### Як гравця
«Ференцварош»:
- Володар Кубка Мітропи: 1937
- Фіналіст Кубка Мітропи: 1935, 1938, 1939
- Чемпіон Угорщини: 1933–34, 1937–38
- Срібний призер Чемпіонату Угорщини: 1934–35, 1936–37, 1938–39
- Бронзовий призер Чемпіонату Угорщини: 1935–36
- Володар Кубка Угорщини: 1935

### Як тренера
- Чемпіон Греції (1):

«Олімпіакос»: 1957—1958
- Володар Кубка Греції (1):

«Олімпіакос»: 1957—1958
- Володар Кубка Мітропи (1):

МТК (Будапешт): 1955